# Attila Dorn
Karsten Brill (Bous, 1970. október 27. –), legismertebb művésznevén Attila Dorn, német énekes, 2003 óta a Powerwolf nevű power metal együttes énekese. Előtte Dragon's Tongue (későbbi Meskalin) alapítótagja volt. 1999 és 2006 között a Red Aim együttes énekese volt Dr. Don Rogers néven.

## Karrier

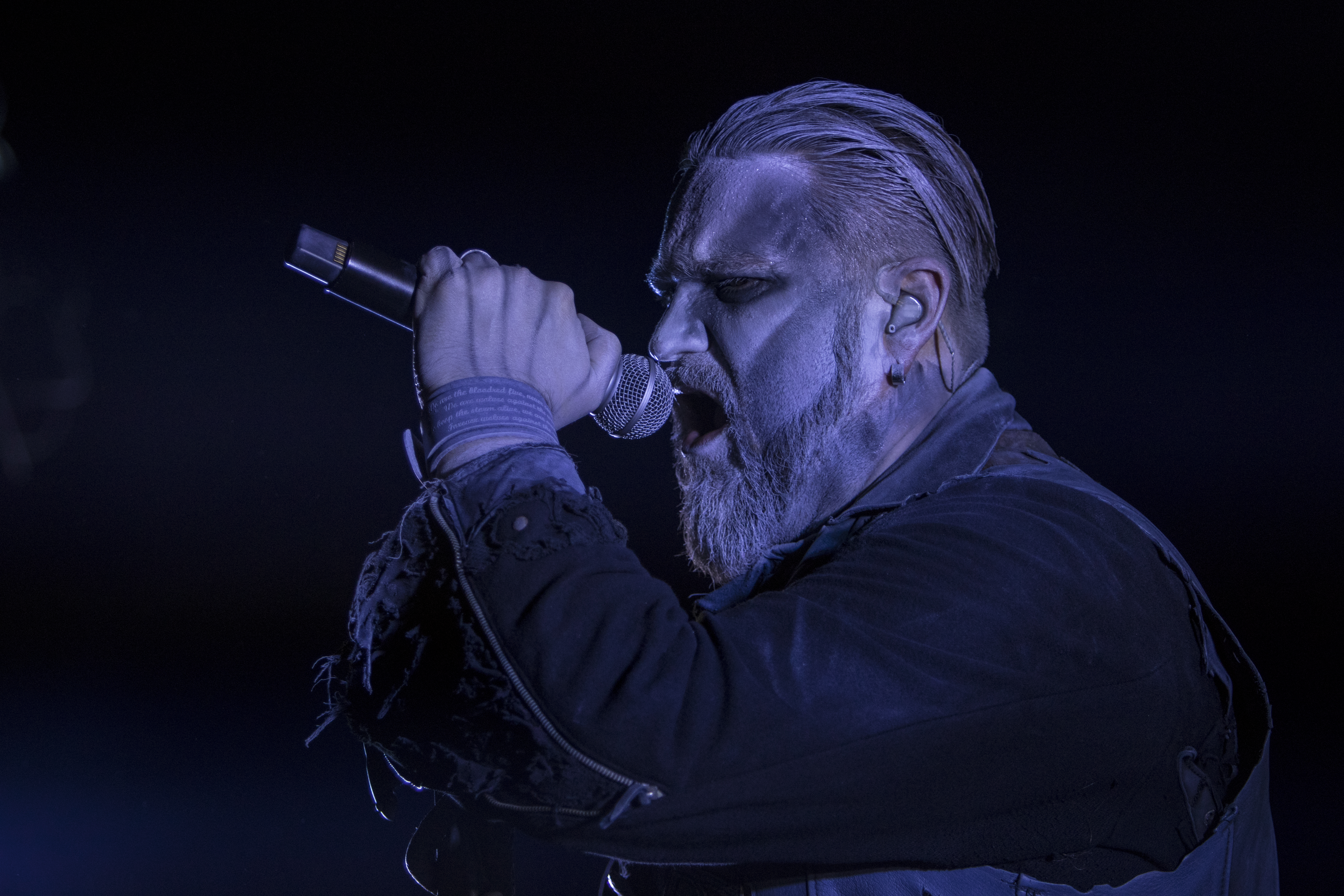
Attila Dorn 2019 novemberében a Powerwolf Sacrament of sin turnéja során

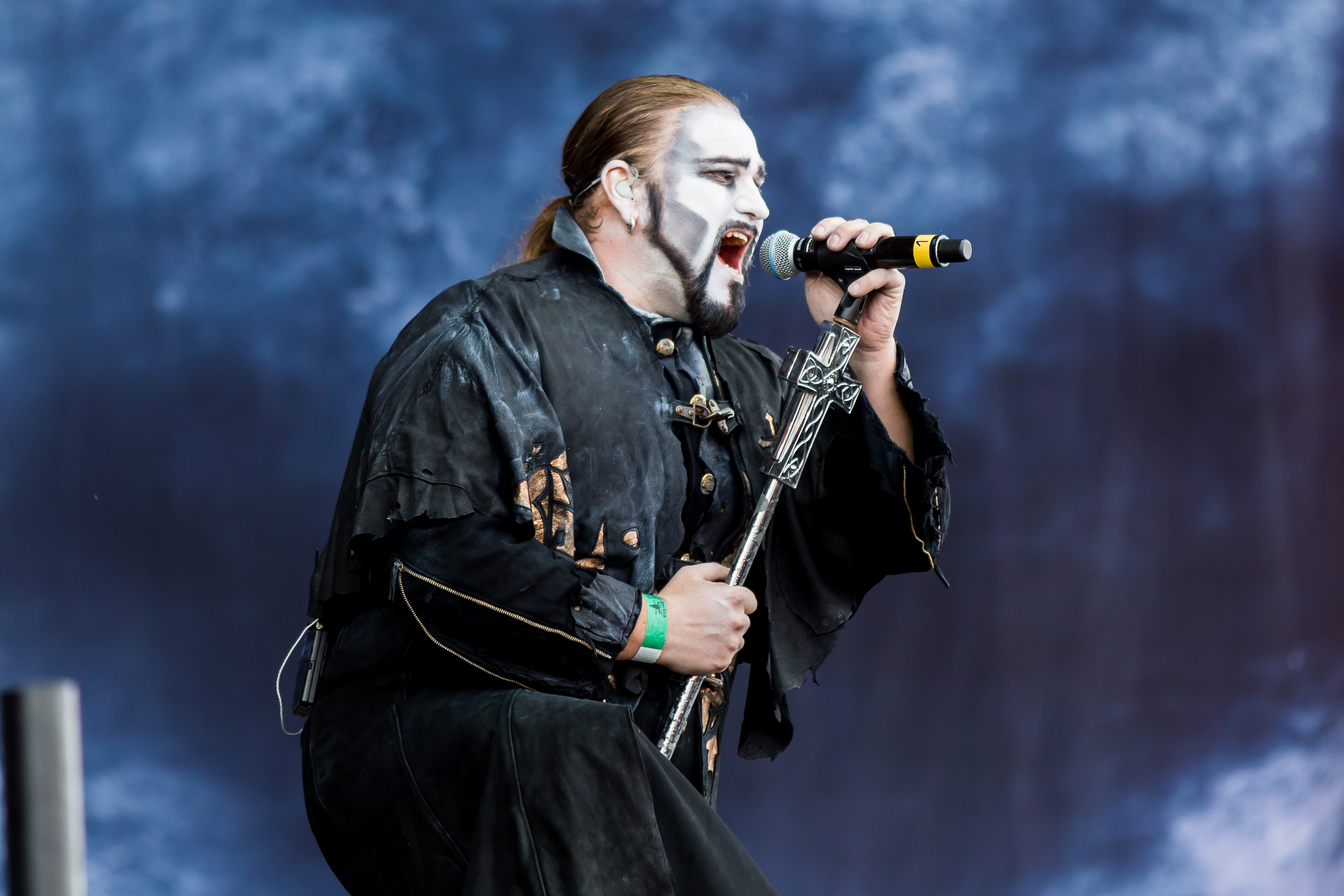
Attila Dorn a Powerwolffal a 2015-ös Wacken Open Air fesztiválon

### Powerwolf (2003–napjainkig)
Brill 2003-ban csatlakozott a Powerwolf együtteshez a Red Aim többi tagjával együtt. A zenekar többi tagjához hasonlóan ő is úgy döntött, hogy felveszi az Attila Dorn álnevet, és egy háttértörténetet épít köré. Eszerint Attila félig román és félig magyar. Charles és Matthew Greywolf egy segesvári kocsmában találkoztak vele romániai nyaralásuk során, és meghívták, hogy csatlakozzon a zenekarukhoz. Nem sokkal később Attila a Powerwolf szülővárosába, Saarbrückenbe költözött, és a zenekar frontembere lett.
2005. október 22-én Kaufbeurenben élőben lépett fel a Gamma Ray-jel a "Blood Religion" című daluk alatt. 
A Sabaton 2011. szeptember 17-i oberhauseni koncertjének vendégfellépője volt.
A Rock Hard magazinnak adott 2013-as interjújában Matthew Greywolf megerősítette, hogy Dorn nem román.

## Magánélet
Karsten Brill 1970. október 27-én született Bousban (akkor Nyugat-Németországban) Albert Brill fiaként.
2015. május 16-án feleségül vette a Powerwolf fotósát, Jenny Brillt.
Jelenleg Saarbrückenben él.

## Diszkográfia

### Powerwolf együttessel
- Return in Bloodred (2005)
- Lupus Dei (2007)
- Bible of the Beast (2009)
- Blood of the Saints (2011)
- Preachers of the Night (2013)
- Blessed & Possessed (2015)
- The Sacrament of Sin (2018)
- Call of the Wild (2021)
- Interludium (2023)
- Wake Up the Wicked (2024)

### Red Aim együttessel
- Call Me Tiger (2000)
- Saartanic Cluttydogs (2001)
- Flesh for Fantasy (2002)
- Niagara (2003)

### Meskalin együttessel
- Meskalin (1997)

### Dragon's Tongue együttessel
- Fake (1994)
- Love but Lies (1996)
- Bored Beyond Belief (1996)

## Fordítás
Ez a szócikk részben vagy egészben  az   Attila Dorn című angol Wikipédia-szócikk ezen változatának fordításán alapul.  Az eredeti cikk szerkesztőit annak laptörténete sorolja fel. Ez a jelzés csupán a megfogalmazás eredetét és a szerzői jogokat jelzi, nem szolgál a cikkben szereplő információk forrásmegjelöléseként.